# Wadzim Radziszeuski
Wadzim Radziszeuski, biał. Вадзім Радзішэўскі, ros. Вадим Николаевич Радзишевский, Wadim Nikołajewicz Radziszewski (ur. 2 maja 1923, zm. 5 maja 1975 w Mińsku) – białoruski piłkarz, grający na pozycji napastnika, trener piłkarski.

## Kariera piłkarska

### Kariera klubowa
W 1945 grał w jednostce wojskowej w Mińsku. W 1947 roku rozpoczął zawodową karierę piłkarską w drużynie Tarpeda Mińsk, skąd latem został zaproszony do Dynama Mińsk. W 1950 opuścił dynamowski zespół i potem występował w klubach ADA Mińsk, Burewiestnik Kiszyniów i Spartak Wilno. W 1952 powrócił do Dynama Mińsk, a po półtora roku przeszedł do SKIF Mińsk. Potem bronił barw klubów Piszczawik Mińsk i Burawiesnik Mińsk, gdzie zakończył karierę w 1955.

## Kariera trenerska
Karierę szkoleniowca rozpoczął w 1956 roku. Najpierw trenował SKA Uruczcza, a następnie pomagał trenować Urożaj Mińsk i Lakamatyu Homel. Na początku 1962 został mianowany na stanowisko głównego trenera Lakamatyu Homel, a od sierpnia 1963 prowadził ukraiński klub Desna Czernihów. W latach 1965–1969 trenował Nioman Grodno, a potem stał na czele klubu Dniapro Mohylew. W styczniu 1974 roku został zaproszony do sztabu szkoleniowego Dynama Brześć.
5 maja 1975 zmarł w Mińsku w wieku 52 lat.

## Sukcesy i odznaczenia

### Sukcesy piłkarskie
Dynamo Mińsk
- brązowy medalista Białoruskiej SRR: 1947

### Sukcesy trenerskie
Lakamatyu Homel
- wicemistrz Klasy B Mistrzostw ZSRR: 1962

### Odznaczenia
- tytuł Zasłużonego Trenera Białoruskiej SRR